# Копылов, Виталий Егорович
Вита́лий Его́рович Копыло́в (12 июня 1926, село Верхняя Берёзовка, Самарская губерния — 9 февраля 1995, Казань) — инженер-механик, организатор промышленного производства, руководитель предприятий советского и российского авиапрома, Герой Социалистического Труда (1971 г.), Заслуженный машиностроитель Российской Федерации (1994 г.).

## Учёба
В 1933—1943 годах — В. Е. Копылов учился в средней школе села Александроталь (ныне — село Надеждино Кошкинского района Самарской области). С 1943 по 1949 год — в Куйбышевском авиационном институте.

## Трудовая деятельность, вклад в развитие отечественного авиапрома
По окончании в 1949 году Куйбышевского авиационного института В. Е. Копылов был направлен на Дальневосточный машиностроительный завод в городе Комсомольск-на-Амуре, где трудился: технологом (с 1949), начальником технического бюро цеха (с 1950), начальником плазово-шаблонного цеха (с 1951), начальником цеха оснастки (1953—1956), и. о. главного технолога и главным технологом (1956—1958). В сентябре 1958 года был назначен заместителем главного инженера по подготовке производства.
Член КПСС. С 1960 по 1965 год В. Е. Копылов избирался секретарём партийного комитета завода.

### Во главе Дальневосточного машиностроительного завода
В 1965 году В. Е. Копылов был назначен директором Дальневосточного машиностроительного завода, проработав на данном посту до 1973 года.
С именем В. Е. Копылова связан расцвет завода. Это был период освоения выпуска истребителя-бомбардировщика третьего поколения с изменяемой в полёте стреловидностью крыла Су-17. Освоение производства потребовало коренной реконструкции и перепланировки цехов завода. Был построен корпус для агрегатно-сборочных цехов, современный сборочный цех, корпус механообрабатывающих цехов. Принятые меры обеспечили выпуск последующих модификаций Су-17 в требуемом количестве.
За освоение производства новой техники Указом Президиума Верховного Совета СССР от 18 января 1971 года завод был награждён орденом Октябрьской Революции, а Указом Президиума Верховного Совета СССР от 26 апреля 1971 года В. Е. Копылову было присвоено звание Героя Социалистического Труда. При нём были построены большие жилые массивы, спортивный комплекс, лыжная база, пионерский лагерь, птицефабрика и многие другие объекты социальной сферы.

Виталий Егорович Копылов по воспоминаниям современников заботился о людях. Был строг, как руководитель, но это была не напускная строгость. К себе он был не менее требовательным. Весь день директора был рассчитан по минутам. Соседи говорили, что сверяют по нему часы. Редкие минуты отдыха Копылов проводил вместе с семьёй.— Литвак Ирина. XXI Век. Время Комсомольское

### Во главе КАПО им. С. П. Горбунова
В 1973—1994 годах В. Е. Копылов работал генеральным директором Казанского авиационного завода № 22 им. С. П. Горбунова (с 1978 года — Казанского авиационного производственного объединения им. С. П. Горбунова (КАПО)).
В 1975—1990 годах В. Е. Копылов являлся депутатом Верховного Совета ТАССР.
В. Е. Копылов внёс большой вклад в развитие авиационной промышленности СССР. Под его руководством на КАПО был освоен серийный выпуск дальнемагистрального самолёта Ил-62 и стратегического бомбардировщика Ту-160, в городе Лениногорск был открыт филиал завода и организовано конвейерное производство лодок «Казанка-5» и «Казанка-2М».

С приходом В. Е. Копылова завод превратился в ведущее предприятие отрасли. Редкая природная интуиция, умение увлечь людей словом и делом, честность и порядочность, жёсткость к тем, кто не даёт полной самоотдачи, снискали ему полное уважение коллектива. Как директор завода он внёс огромный вклад в освоение серийного производства ТУ-160.— Галушка Александр Главный конструктор

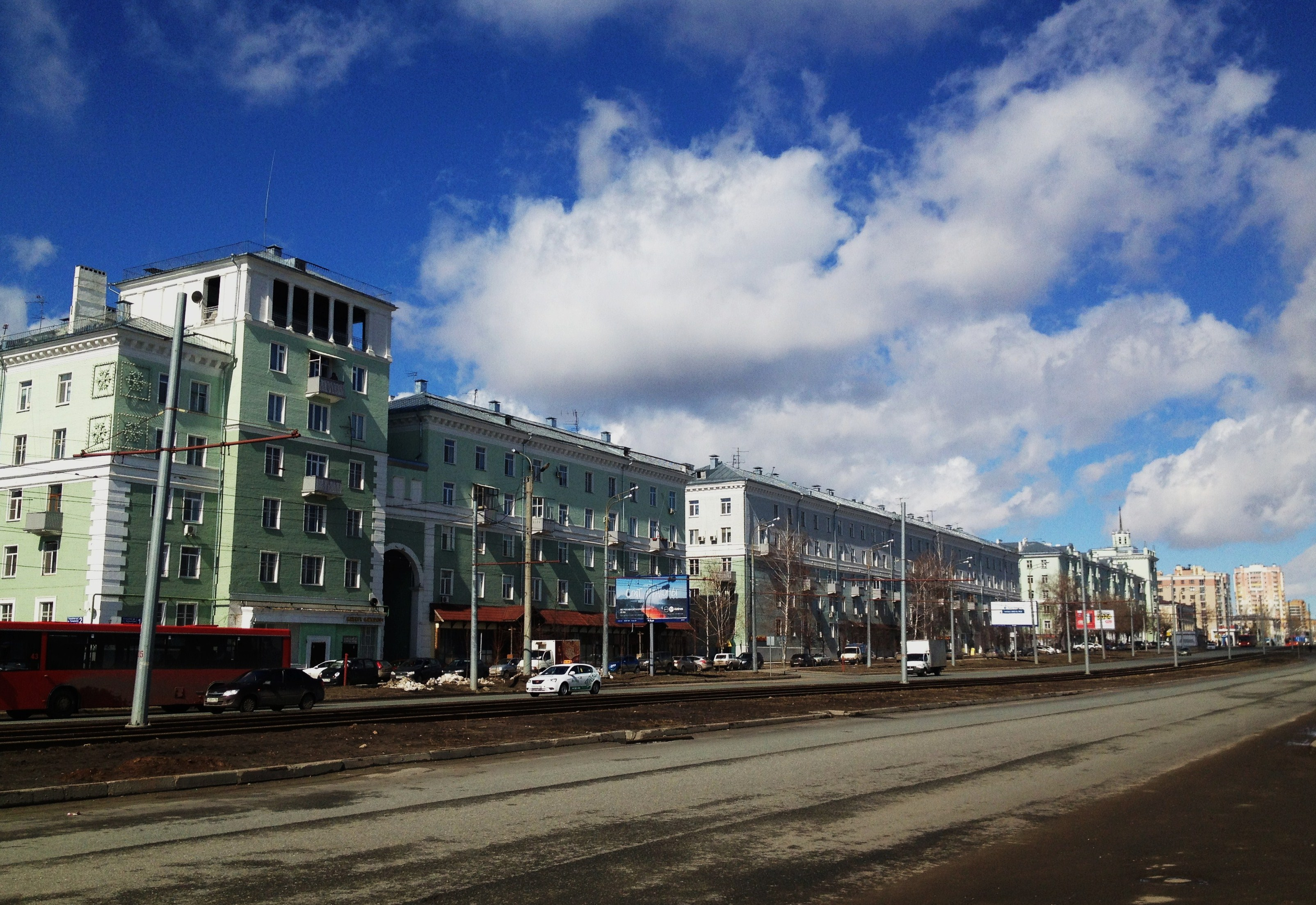
Улица Копылова в Авиастроительном районе Казани

По инициативе В. Е. Копылова при КАПО был построен домостроительный комбинат и ежегодно вводилось в строй до 30 тысяч квадратных метров жилья для работников завода.
Президент Союза строителей Республики Татарстан Н. Г. Калашников вспоминал в 2004 году:
Помню, мы одновременно строили цех полиэтиленовых труб на заводе «Органический синтез» (так он тогда назывался) и новый корпус в авиационном объединении. Я, как руководитель «Татстроя», курировал «химию», пропадал там постоянно, а главный инженер — «авиацию». — Генеральный директор КАПО Виталий Егорович Копылов очень сильно на меня обижался: если его курирует мой заместитель, значит, объекту придаётся второстепенное значение. Такую ситуацию Копылов долго терпеть не мог. И вот в одно из воскресений он без лишнего шума приехал на «Оргсинтез» посмотреть на этот самый трубный завод. Виталий Егорович, наверное, сразу оценил, какое сложное по тем временам производство мы строим, - кругом автоматика, современное оборудование, море проводов... В общем, звонит он мне на следующий день и говорит: «Николай Григорьевич, ты, помнится, просил у меня металлические полы для «Оргсинтеза» (а я действительно просил, но мне сразу отказали). Сколько метров тебе нужно?». Мы тогда удивлялись: что случилось с Копыловым? А с ним ничего не случилось, Копылов уважал размах, уважал профессиональную работу.

## Последние годы жизни, обстоятельства смерти
Советская программа производства Ту-160, как и соответствующая программа США В-1, предусматривала выпуск около ста машин за две пятилетки. Но со второй половины 1980-х гг. в связи с «перестройкой» и конверсией для «ускорения» технического прогресса ассигнования на оборонку резко уменьшились. А с распадом СССР и вовсе прекратились. Было выпущено порядка 30 самолётов Ту-160, из которых 19 передали на аэродромы ВВС, дислоцированные на Украине.

Памятной осталась расширенная коллегия Минавиапрома, проходившая в феврале 1990 г. Присутствовали Генеральные конструкторы самолётов, двигателей и ракетной техники НИИ, директора серийных заводов. Традиционно в президиуме находились Секретарь ЦК КПСС, представители Совмина, ВПК, Главкомы ВВС и ВМФ. Выступающие с тревогой за судьбу МАП отмечали, что идет стратегическое самоубийство авиационной и других оборонных отраслей промышленности СССР. Выступая, В. Е. Копылов с горечью заявил: — что идёт борьба за прекращение или продолжение выпуска ТУ-160; — закупка Правительством самолётов «Боинг» — это диверсия и «надгробный камень» Минавиапрому.— Галушка Александр Главный конструктор

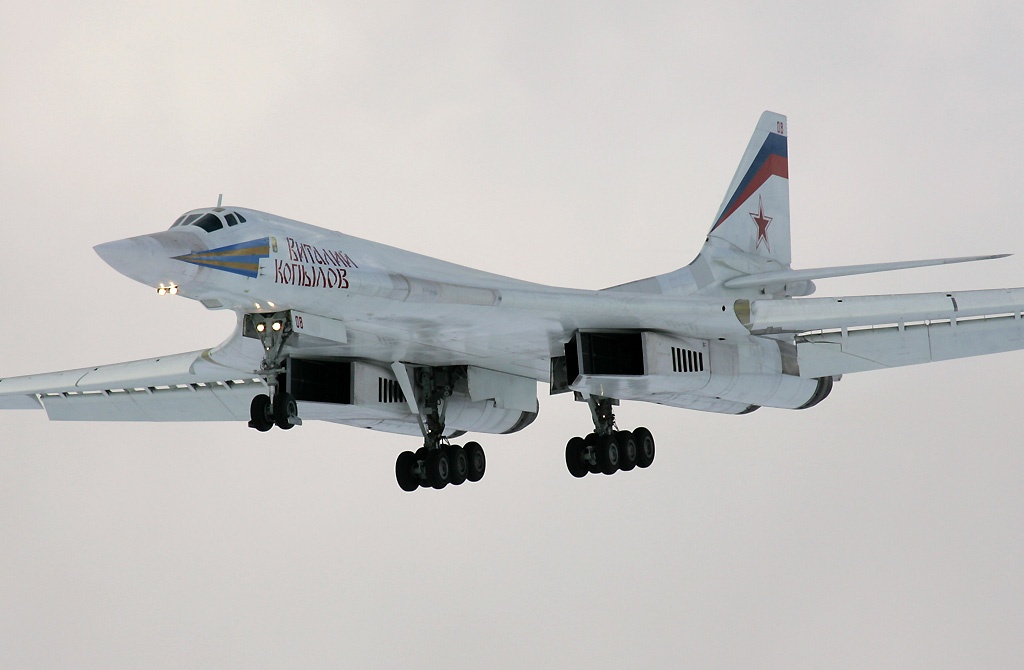
Сверхзвуковой стратегический бомбардировщик-ракетоносец Ту-160 «Виталий Копылов».

В конце августа 1991 года парламент Украины принял постановление о переводе всех дислоцированных здесь воинских формирований (в том числе и 19 новейших стратегических бомбардировщиков Ту-160) под свой контроль. Началась чёрная полоса борьбы за продолжение выпуска Ту-160. На КАПО им. С. П. Горбунова и смежных заводах-поставщиках имелись большие заделы разной степени готовности агрегатов и систем для Ту-160. Однако обращения в различные высшие властные инстанции результата не возымели. В феврале 1992 года Президент Российской Федерации Б. Н. Ельцин подписал распоряжение о прекращении выпуска бомбардировщиков Ту-95МС и приостановке выпуска Ту-160.
Ситуация усугублялась тем, что в условиях провозглашения Татарстаном суверенитета практически прекратилось финансирование федеральным центром КАПО им. С. П. Горбунова, а обращение В. Е. Копылова к Правительству Татарстана с предложением о сохранении завода для Ту-160 не нашло поддержки.
В мае 1994 года В. Е. Копылов написал заявление об увольнении и ушёл на пенсию. Впоследствии он являлся консультантом генерального директора КАПО им. С. П. Горбунова. Но спокойно жить, наблюдая дальнейший развал российского авиапрома и возглавлявшегося им более двадцати лет предприятия, В. Е. Копылов не смог. 9 февраля 1995 года он застрелился.
Похоронен В. Е. Копылов на кладбище «Сухая река» в Казани.

## Награды и звания
В. Е. Копылов был награждён двумя орденами Ленина (1971, 1976), орденами Октябрьской Революции (1981), Трудового Красного Знамени (1966), медалями «За доблестный труд. В ознаменование 100-летия со дня рождения В. И. Ленина» (1970), «Серп и Молот» (1971), а также Почётной грамотой Республики Татарстан.

## Увековечение памяти
- Именем В. Е. Копылова названа улица в Авиастроительном районе города Казани (где была установлена памятная доска) и проспект в городе Комсомольск-на-Амуре (1995).
- 29 апреля 2008 года на лётно-испытательной станции ОАО «КАПО им. С. П. Горбунова» состоялась церемония передачи на вооружение ВВС России нового стратегического бомбардировщика Ту-160. По инициативе коллектива решением Военного Совета 37-й Воздушной Армии борту было присвоено имя В. Е. Копылова[5].

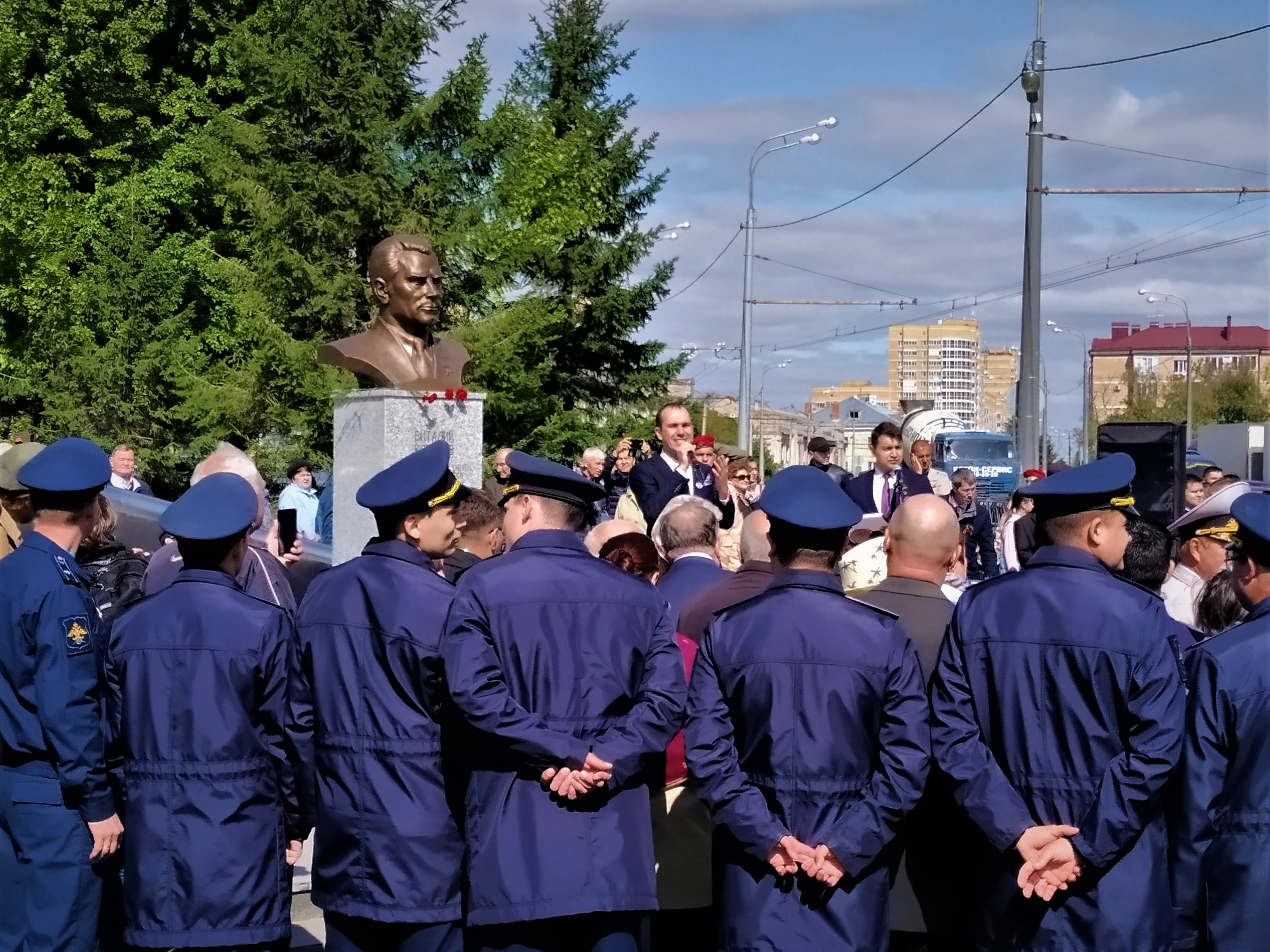
Открытие памятника (бюста) В. Е. Копылову в Казани (30 августа 2019 года)

Присутствовавший на церемонии председатель Государственного Совета Республики Татарстан Ф. Х. Мухаметшин, в частности, сказал:
Символично, что на этой машине написано имя легендарного директора КАПО Виталия Копылова. Это был человек, преданный авиации. Он стоял не только у истоков этой машины, но и целой серии летательных аппаратов, которую выпускал коллектив этого предприятия.
17 июня 2011 г., в связи с отмечавшимся 12 июня 85-летием В. Е. Копылова, был объявлен на «КАПО им С. П. Горбунова» «Днём Памяти В. Е. Копылова».

В этот день на кладбище «Сухая река» состоялся митинг. Почтить память «красного директора» собрались не только сотрудники и ветераны КАПО, проработавшие с В. Копыловым, а также представители рабочей молодёжи, но и советник премьер-министра Республики Татарстан Назир Киреев, заместитель главы Администрации Ново-Савиновского и Авиастроительного районов Татьяна Агафетова и другие.
Участники митинга вспоминали Виталия Егоровича Копылова, перенимали заветы и давали обещания достойно продолжать его дело.— День памяти В. Копылова// Новости компании (18.06.2011)/ КАПО им. С. П. Горбунова
В завершении митинга на могилу В. Е. Копылова были возложены две гирлянды из цветов: от «КАПО им. С. П. Горбунова» и от «Комсомольского-на-Амуре авиационного производственного объединения им. Ю. А. Гагарина». Гирлянды возлагались под гимны предприятий представителями Совета молодёжи «КАПО им. С. П. Горбунова» и учащимися школы № 62 г. Казани, которая была заложена при В. Е. Копылове и строилась на средства предприятия. В рамках мероприятия была также представлена книга воспоминаний «Виталий Копылов: человек слова и дела».
30 августа 2019 года в городе Казани — на пересечении улиц Копылова, Побежимова и Ленинградской — был открыт памятник (бюст) В. Е. Копылову (автор — скульптор М. М. Гасимов). В торжественной церемонии приняли участие Полномочный представитель президента Российской Федерации в Приволжском федеральном округе И. А. Комаров, Президент Республики Татарстан Р. Н. Минниханов, Командующий дальней авиацией, Герой Российской Федерации генерал-лейтенант С. И. Кобылаш и другие. «Этот человек очень много сделал для обороноспособности нашей страны и внёс огромный вклад в развитие нашей столицы, нашей республики. Ему большое спасибо, мы всегда будем помнить заслуги этого человека», — сказал, в частности, на церемонии открытия памятника (бюста) Р. Н. Минниханов.